# Sant Feliu (Suterranya)
Sant Feliu, és un indret del terme municipal de Tremp, al Pallars Jussà, dins de l'antic terme de Suterranya.
Està situat al sud-oest del poble de Suterranya, a l'esquerra del barranc de l'Abeller, al nord del Canal de Gavet, en el seu ramal més oriental i a llevant del Serrat de les Calcines.